# Сампер, Серхи
Серхи Сампер Монтанья (исп. Sergi Samper Montaña; род. 20 января 1995, Барселона) — испанский футболист, полузащитник.

## Клубная карьера
В детстве Серхи по примеру своего старшего брата занимался теннисом, но в шесть лет начал играть в футбол. Дедушка мальчика почувствовал, что у внука есть футбольный талант, и отвёл его в детскую школу клуба «Барселона». Серхи прошёл через все детские, юношеские, молодёжные филиалы каталонцев и всегда был в них важнейшим звеном. В 2013 году Серхи был повышен до резервной команды «Барселоны»-«Барселоны B» и стал там одним из важных игроков основного состава. В 2014 году главный тренер «Барселоны» Луис Энрике обратил внимание на молодого воспитанника и включил того в заявку на Лигу чемпионов. Его дебют состоялся 17 сентября в домашнем матче против кипрского АПОЭЛа (1:0). Сампер вышел на поле с первых минут и отыграл весь матч полностью. 21 октября он попал в заявку на матч Лиги чемпионов с «Аяксом», однако провёл всю встречу на скамейке запасных.
4 октября каталонец отыграл все 90 минут в выездном матче на Кубок Испании против «Уэски» (0:4). После этого Сампер появился в первой команде ещё в двух встречах: в ответном матче против «Уэски» (8:1) и в кубковом матче против «Эльче» (5:0).
26 августа 2016 года Сампер был отправлен в аренду в «Гранаду» на сезон 2016/2017. В чемпионате Испании за «Гранаду» Серхи сыграл 22 матча, из которых 13 начинал в основном составе. В полной мере ему раскрыться не удалось, поскольку за сезон в команде сменилось три тренера. В итоге «Гранада» вылетела из первой лиги.
Перед началом сезона 2017/2018 Сампер участвовал с основным составом «Барселоны» в предсезонной подготовке и выходил в стартовом составе на матч с «Ювентусом» в рамках Международного кубка чемпионов. Однако в заявку клуба на чемпионат Испании Сампер включён не был, а тренер Эрнесто Вальверде объявил, что игрок не получит значительной игровой практики в «Барселоне» и предложил ещё одну аренду. 24 августа 2017 года Сампер отправился в сезонную аренду в «Лас-Пальмас».
В марте 2019 года «Барселона» расторгла контракт со своим воспитанником. Стороны расторгли контракт по обоюдному согласию. Вскоре после этого Серхи подписал контракт с японским клубом «Виссел Кобе».

## Карьера в сборной
Серхи выступал за юношеские сборные Испании, плавно переходя из категории в категорию.

## Стиль игры
Игровой стиль Сампера часто сравнивают со стилем Хави.

## Личная жизнь
Старший брат Серхи, Жорди — профессиональный теннисист.

## Достижения
«Барселона»
- Чемпион Испании: 2014/15
- Обладатель Кубка Испании (2): 2014/15, 2015/16
- Обладатель Суперкубка Испании: 2016
- La Liga: 2015–16
- Победитель Лиги Чемпионов УЕФА: 2014/15

«Виссел Кобе»
- Обладатель Кубка Императора: 2019

- Суперкубок Японии: 2020

## Клубная статистика
| Выступление      | Выступление      | Выступление      | Лига | Лига | Кубок | Кубок | Еврокубки | Еврокубки | Другие | Другие | Итого | Итого |
| Клуб             | Лига             | Сезон            | Игры | Голы | Игры  | Голы  | Игры      | Голы      | Игры   | Голы   | Игры  | Голы  |
| ---------------- | ---------------- | ---------------- | ---- | ---- | ----- | ----- | --------- | --------- | ------ | ------ | ----- | ----- |
| Барселона B      | Сегунда          | 2012/13          | 0    | 0    | —     | —     | —         | —         | —      | —      | 0     | 0     |
| Барселона B      | Сегунда          | 2013/14          | 40   | 0    | —     | —     | —         | —         | —      | —      | 40    | 0     |
| Барселона B      | Сегунда          | 2014/15          | 34   | 0    | —     | —     | —         | —         | —      | —      | 34    | 0     |
| Барселона B      | Сегунда Б        | 2015/16          | 29   | 0    | —     | —     | —         | —         | —      | —      | 29    | 0     |
| Барселона B      | Итого            | Итого            | 103  | 0    | 0     | 0     | 0         | 0         | 0      | 0      | 103   | 0     |
| Барселона        | Примера          | 2014/15          | 0    | 0    | 3     | 0     | 1         | 0         | —      | —      | 4     | 0     |
| Барселона        | Примера          | 2015/16          | 1    | 0    | 3     | 0     | 2         | 0         | 1      | 0      | 7     | 0     |
| Барселона        | Примера          | 2016/17          | 0    | 0    | 0     | 0     | 0         | 0         | 1      | 0      | 1     | 0     |
| Барселона        | Итого            | Итого            | 1    | 0    | 6     | 0     | 3         | 0         | 2      | 0      | 12    | 0     |
| Гранада          | Примера          | 2016/17          | 22   | 0    | 10    | 0     | —         | —         | —      | —      | 32    | 0     |
| Гранада          | Итого            | Итого            | 22   | 0    | 10    | 0     | 0         | 0         | 0      | 0      | 32    | 0     |
| Всего за карьеру | Всего за карьеру | Всего за карьеру | 126  | 0    | 37    | 0     | 3         | 0         | 2      | 0      | 168   | 0     |